# Бугенвилея
Бугенвилея (Bougainvillea) е род растения от семейство Вечеринкови (Nyctaginaceae). Растението е класифицирано през 1768 г. от френския ботаник Филиберт Комерсон, който придружавал сънародника си, морския откривател адмирал Луис Антоан дьо Бугенвил, по време на околосветско пътешествие.

## Разпространение и описание
Родина на Бугенвилеята е Южна Америка. Разпространена е от Бразилия на запад до Перу на юг до Аржентина. Различни ботаници са описали около 18 вида в рода. Те могат да бъдат трънливи дървета, храсти, лиани, вечно зелени или листопадни, достигащи на височина от 1 m до 12 m. Трънчетата са покрити с черна восъчна субстанция. Те са вечнозелени във влажните, и листопадни в регионите със сух сезон. Листата са прости, ненарязани, овално заострени, от 4 – 13 cm. дълги и от 2 – 4 cm. широки. Същинския цвят на растението е малък и бял, като всяка китка от 3 цветчета е обкъжена от три или шест прицветника (бракти) с ярки цветове – розов, цикламен, виолетов, син, червен, оранжев, жълт и бял. Понякога я наричат „Хартиено цвете“ заради тънките бракти, приличащи на хартиени. Семената тесни, петделни.

## Видове
- Bougainvillea buttiana
- Бугенвилея глабра (Bougainvillea glabra)
- Bougainvillea peruviana
- Bougainvillea spectabilis
- Bougainvillea spinosa

## Отглеждане
Бугенвилеите растат и цъфтят на цикли, всеки един е горе-долу 5 – 6 седмици, след което всички бракти опадват. Растението навлиза в период, когато не се образуват нови прицветници, а се развиват листа и стъбла. Ако е гледано правилно, отново навлиза в цъфтежен цикъл. В северните ширини, растенията цъфтят най-добре през пролетта, есента и зимата – дългият ден през лятото потиска образуването на бракти. В географските ширини, където денят и нощта са приблизително равни, бугенвилеите цъфтят непрекъснато. Някои сортове са селектирани така, че да цъфтят най-добре през дъждовен период, следващ силно засушаване.
Бугенвилеята изисква минимум пет часа ярко слънце, шарената сянка или по-малко слънце се отразяват веднага на обема цветове, растенията нарастват предимно на листна маса.
- бугенвилеите не цъфтят добре в затворени помещения, нуждаят се от проветрение, затова мястото им е на балкона, а не на вътрешен перваз.
- бугенвилеите се нуждат от висока влажност точно преди да зацъфтят, веднъж щом цветообразуването започне, влажността може да са намали.
- по време на вегетативния цикъл на растеж, при наличие на достатъчно светлина, се формират цветните пъпките, в противен случай растението не може да премине в следващия цикъл и развива само листна маса.
- продължителността на цъфтежния цикъл зависи от общото състояние на растението – колкото по-добро и силно, толкова повече и по-продължително време се задържат прицветниците. При високи температури и условията на дълъг ден, цъфтежът е по-слаб. Идеалното време за цъфтеж е пролет и есен, когато дните са по-къси.
- след всеки цъфтежен цикъл, растенията могат да се подрежат, за да се контролира размера им.
- контейнерите, в които се отглеждат, не е необходимо да са много големи
- бугенвилеите цъфтят по-добре, когато кореновата система плътно обхваща съда и дори е леко притисната. Бугенвилеите не бива да се пресаждат, докато корените не изпълнят така съда, че на практика почти да заместят почвата, до степен да не могат да се поливат. Ако и когато се наложи пресаждане, трябва да е много внимателно, като корените не трябва да се нараняват –възстановяването им може да отнеме месеци.
Саксиите с бугенвилеи, изнесени навън в двора, не трябва да се поставят директно на земята. Корените ще преминат в пръстта през дупките и при преместване на саксията най-силните, изхранващи растението, ще бъдат откъснати. Хубаво е саксиите така да са поставени, че да има приток на въздух под дренажните дупки. Така въздуха спира естествено растежа на корените извън саксията. Това също спомага да не застоява вода в корените на растението. Наличието на вода в подложката на саксията е противопоказна при бугенвилеите, които изискват отличен дренаж.

### Подхранване
Бугенвилеите се нуждаят от редовно подхранване, особено в активния сезон. За целта може да се използват както разтворими, така и бавнодействащи торове, които са за предпочитане. По време на дългите дни и активния сезон, се тори веднъж седмично. По време на късия ден – веднъж на 4 – 6 седмици. Напълно спящи растения – без листа и пъпки, не се торят изобщо, до поява на новия растеж. Бавно действащите торове са за предпочитане, защото се усвояват само когато растението има реална нужда от тях, и хранителните вещества са постоянно достъпни в умерено коричество. Универсалната формула 20-20-20 върши добра работа, но препоръчителната формула е със състав 15-5-15, като задължително освен трите основни съставки азот, фосфор и калий, използвния тор трябва да съдържа микроелементи – желязо, магнезий и калций.

### Период на покой
Бугенвилеите не са студоустойчиви, достатъчни са няколко часа при температури под нулата, за да загинат. Лека слана няма да ги повреди особено, но до няколко дни след попарването, ще загубят всички листа и прицветници. Преди да приберете растенията вътре, орежете ги силно, дори и да цъфтят, защото при прибирането стресът ще предизвика постепенно опадване на листата и прицветниците. По този начин ще се оформи растението, а самото орязване не влияе по никакъв начин на циклите на покой и цъфтеж. В зависимост от това, къде държите бугенвилеите през зимата, те или ще запазят листата си и ще продължат да цъфтят, или ще изпаднат в покой. В този случай, почвата трябва да се поддържа съвсем леко влажна, колкото растението да не изсъхне, докато настъпи периода на активен растеж.

### Подрязване
Връхчетата на новите растения трябва често да се пензират – на всеки 4 – 5 седмици, за да се получи хубава, компактна, добре разклонена от основата си бугенвилея. При резитбата трябва да се има предвид, че бугенвилеите се разклоняват само под мястото на отреза – т.е. ако отрежете едно клонче на 30 cm над саксията, новото ще започне растеж от там. Такава лека резитба (само на връхчетата) се препоръчва когато трябва да се получи определена форма, в противен случай най-добре е възрастните растения да се орязват на няколко сантиметра над почвата или съответното стъблено разклонение.

### Почва
Тя трябва да е добре отцедлива, но да задържа достатъчно влага. Обикновената градинска черноземна почва не е подходяща – твърде е тежка. За предпочитане е да се използват готови смеси, но не съставени само от торф или на торфена база, защото торфът също бързо се сбива и не осигурява достатъчно влага и въздух за корените. Идеалната смес е с рН 6-6,5, и съдържа торф, перлит, стерилизирана почва и пясък, като може да се добави и овлажняващ агент за задържане на повече влага.
Примерна формула:
- 1 част градинска почва, не глинеста
- 1 част промит пясък или перлит
- 1 част градинарски торф, не кисел
- Костно брашно
- Вар, в количество според рН метъра
Друга, масово използвана формула е следната – 70 % готова торфена смес, подходяща за пеларгонии, фуксии и зеленчуци, 20 % борови кори за подкиселяване и дренаж, 10 % пясък.

## Размножаване
Могат да се използват зрели и зелени резници, както и „листни“ /leaf bud/ резници. Зелените резници са подходящи за размножаване през пролетта и лятото, а зрелите – през есента и зимата. Стъблото се нарязва на секции и на зелените резници се оставят листата, а на зрелите се премахват. Резниците се поставят в почва – торф с много пясък, обилно се напояват и захлупват с прозрачен съд или плик, така че да се образува мини парник с максимално количество влага вътре и се поставят на сянка. Зелените резници, заложени през май-юни се вкореняват до август, а зрелите изискват три – четири месеца. За предпочитане е да се използват стъблени резници, а не връхни. Те осигуряват по-компактно растение, защото новия растеж тръгва от спящите пъпки, а не от върха. Освен това, меките връхчета и листа на младите клонки лесно загниват и стават жертва на бактериози.

## Вредители
Бугенвилеята не е често нападана от вредители, но може да пострада от листни въшки или червеи. Ларвите на някои видове пеперуди също се хранят с растението – например на Giant Leopard Moth (Hypercompe scribonia).